# Université métropolitaine de Londres
L'université métropolitaine de Londres (en anglais : London Metropolitan University) est une université publique anglaise située à Londres. Elle a été créée en 2002 par la fusion de deux autres universités, la London Guildhall University et l'University of North London.

## Composantes
- Département de sciences sociales appliquées
- Département d'architecture et de design spatial
- Département Sir John Cass d'art, des médias et du design
- École de commerce métropolitaine de Londres
- Faculté d'informatique
- Faculté des sciences du vivant
- Faculté des sciences humaines, des arts, des langues et d'éducation
- Département de droit, d'administration, et de relations internationales

## Personnalités liées à l'université

### Étudiants

#### Arts et medias
- John Box, scénariste
- Noel Clarke, réalisateur
- Henry Irving, acteur
- Maimie McCoy, actrice
- Tom McRae, chanteur compositeur
- Alison Moyet, chanteur pop
- Vic Reeves, comedien
- Daniela Ruah, actrice
- Irwin Sparkes, du groupe The Hoosiers
- Neil Tennant, du groupe Pet Shop Boys
- Eamonn Walker, acteur

#### Affaires
- Gwendoline Abunaw, banquière
- Nick Leeson, trader de Barings Bank
- Farid Chedid, courtier en assurance et entrepreneur [1]

#### Politique et vie publique
- James Brokenshire, membre du Parlement
- Jeremy Corbyn, chef du Parti travailliste
- Sadiq Khan, membre du Parlement et maire de Londres
- Nana Darkoa Sekyiamah, blogueuse et féministe ghanéenne
- Rainatou Sow, féministe
- Peter Tatchell, militant des droits humains